# Кошанка (приток Нудыша)
Кошанка — река в России, протекает по Куньинскому району Псковской области. Исток реки находится в 1,5 км к югу от деревни Шейкино. Устье реки находится в 2,2 км по правому берегу реки Нудыш. Длина реки составляет 14 км. Площадь водосборного бассейна — 52,3 км².
В 5 км от устья, по левому берегу реки впадает река Глубочица.
На реке расположены деревни Назимовской волости: Сопки и Горка.

## Данные водного реестра
По данным государственного водного реестра России относится к Балтийскому бассейновому округу, водохозяйственный участок реки — Ловать и Пола, речной подбассейн реки — Волхов. Относится к речному бассейну реки Нева (включая бассейны рек Онежского и Ладожского озера).
Код объекта в государственном водном реестре — 01040200312102000023261.